# 传家 (歌曲)
《传家》是周深为电视剧《传家》演唱的主题曲，是一首无词歌。2022年5月19日作为数字单曲发布，后收录于录音室专辑《传家 电视剧原声带》。此曲获得QQ音乐影视金曲榜周榜冠军，以及QQ音乐酷我音乐七个榜单日榜冠军。

## 背景和风格
《传家》是中国大陆2022年一部讲述民国时期家族情感的电视剧，周深演唱的歌曲《传家》是其主题曲，这首歌没有歌词，全程是周深的吟唱。2022年5月19日作为单曲在音乐平台发布，两天后收录于《传家 电视剧原声带》专辑中。
周深在2022年第21期凭借歌曲《传家》打破腾讯音乐由你榜两项纪录：由你榜推荐度TOP1次数最多歌手（73次）、五大维度单项TOP1次数最多歌手（91次）。
歌曲MV于2022年5月19日发布，由剧中片段剪辑而成。

## 创作者
以下内容整理自QQ音乐：
- 演唱：周深
- 作曲Composer：陆虎
- 编曲Arranger：余威
- 制作人Producer：陆虎
- 吉他 Guitarist：牛子建
- 和声Background Vocalist：亚洲爱乐合唱团
- 配唱监制Vocal Producer：徐威
- 人声编辑 Vocal Editing：徐威
- 录音工程师 Recording Engineer：徐威/王小四/陆虎
- 录音棚 Recording Studio：Sound Pro Studio（上海）/金田录音棚 /L.T Studio
- 混音工程师 Mixing Engineer：赵靖BIG.J
- 混音室 Mixing Studio：SBMS Beijing
- 母带处理Master：赵靖BIG.J
- 母带处理棚Master Studio：SBMS Beijing
- 歌曲制作公司 Produce Company：L.T Studio/口加工作室

## 排行榜
| 日榜（2022年）             | 峰值 |
| -------------------------- | ---- |
| 中国（QQ音乐飙升榜）       | 1    |
| 中国（酷我音乐飙升榜）     | 1    |
| 中国（酷我音乐新歌榜）     | 1    |
| 中国（酷我音乐流行趋势榜） | 1    |
| 中国（酷我音乐影视金曲榜） | 1    |
| 中国（酷我音乐电视剧歌曲） | 1    |
| 中国（酷我音乐MV榜）       | 1    |
| 中国（酷我音乐抖音新歌）   | 2    |
| 中国（酷我音乐华语新歌）   | 3    |
| 中国（酷狗音乐内地榜）     | 4    |
| 中国（QQ音乐MV全球榜）     | 5    |
| 中国（QQ音乐新歌榜）       | 16   |

| 排行榜（2022年）         | 峰值 |
| ------------------------ | ---- |
| 中国（QQ音乐影视金曲榜） | 1    |
| 中国（腾讯音乐由你榜）   | 3    |
| 中国（亚洲新歌榜）       | 4    |
| 中国（QQ音乐内地榜）     | 7    |

| 排行榜（2022年）               | 峰值 |
| ------------------------------ | ---- |
| 中国（腾讯音乐由你榜最热新歌） | 4    |
| 中国（亚洲新歌榜内地榜）       | 9    |

| 排行榜（2022年）                                   | 次数 |
| -------------------------------------------------- | ---- |
| 中国（腾讯音乐由你榜由你榜推荐度TOP1次数最多歌手） | 73   |
| 中国（腾讯音乐由你榜五大维度单项TOP1次数最多歌手） | 91   |